# Ida Kar
Ida Kar (8 avril 1908 - 24 décembre 1974) est une photographe active principalement à Londres après 1945. Elle réalise de nombreux portraits en noir et blanc d'artistes et d'écrivains,. Son exposition personnelle de photographies à la Whitechapel Gallery en 1960 est la première du genre à se tenir dans une grande galerie publique de Londres. Kar apporte ainsi une contribution significative à la reconnaissance de la photographie en tant que forme d'art.

## Biographie et carrière
Kar est née Ida Karamian (ou Karamanian) à Tambov en Russie le 8 avril 1908. Ses parents sont arméniens ; son père enseigne les mathématiques et la physique. La famille déménage en Iran quand Kar a huit ans et à Alexandrie en Egypte quand elle a treize ans,. Elle étudie au Lycée Français là-bas. Quand elle a vingt ans, elle est allée à Paris pour étudier la chimie et la médecine, mais commence rapidement à étudier le chant à la place.
Elle fréquente les artistes et écrivains d'avant-garde de la Rive Gauche parisienne, parmi lesquels Piet Mondrian et Yves Tanguy, et s'intéresse à la politique socialiste, à la photographie et au surréalisme. Elle assiste à la première projection en 1929 d'Un Chien Andalou par Luis Buñuel et Salvador Dalí. Son premier travail en tant que photographe est dans le studio du photographe et peintre surréaliste Heinrich Heidersberger,.
En 1933, Kar retourne à Alexandrie. À la fin des années 1930, elle épouse Edmond Belali et, ensemble, ils ouvrent un studio photographique, Idabel, au Caire. Là, Kar est entré en contact avec des surréalistes égyptiens, dont Ikbal El Alailly et Georges Henein, et avec des membres du mouvement Art et Liberté.
Pendant la Seconde Guerre mondiale, Kar et Belali participent à deux expositions surréalistes au Caire, la deuxième en 1944. La même année, elle divorçe de Belali et épouse le poète et marchand d'art britannique Victor Musgrave, qui est alors dans la RAF ; en 1945 ils déménagent à Londres.
À Londres, Kar est entrée en contact avec des artistes impliqués dans le surréalisme, dont Paul Nash et ELT Mesens, et commence à rencontrer les artistes et les écrivains qui seraient ses sujets. Elle se spécialise dans le portrait et expose en 1954 "Quarante artistes de Paris et de Londres" à la Gallery One, l'espace de galerie que son mari ouvre au 1 Litchfield Street à Soho l'année précédente; le spectacle  a peu d'impact.
En 1956, Terry Taylor est présenté à Kar et Musgrave par Colin MacInnes, qui a une chambre au-dessus des locaux de Gallery One, qui déménage alors au 20 D'Arblay Street, Soho. Taylor, alors au début de la vingtaine, est devenu l'assistant de Kar et en peu de temps aussi son amant; Musgrave ne s'en soucie apparemment pas.
Kar visite l'Arménie en 1957 et l'Union soviétique en 1958. En 1959, elle se rend à nouveau en Union soviétique, où elle photographie Chostakovitch et d'autres, en France, où elle photographie, entre autres, Braque et Ionesco, et en Allemagne de l'Est, où se tient une exposition de ses photographies arméniennes. La même année, elle est chargée par Tatler de photographier des marchands d'art londoniens.
En 1968, Kar fait une annonce pour un assistant dans le British Journal of Photography. À la suggestion de Musgrave, elle forme un groupe avec trois des candidats, Leslie Smithers, Lawrence Ellar et John Couzins. Elle l'appelle KarSEC, de son nom et de leurs initiales. Le groupe s'est dissous en 1969.
La National Portrait Gallery de Londres acquiert les archives photographiques de Kar en 1999 et, en 2011, monte une grande exposition de son travail, Ida Kar: Bohemian Photographer 1908–1974. C'est la première fois en plus de 50 ans que son travail est montré et comprenait plus d'une centaine de photographies qui ne sont pas exposées auparavant.